# Римокатоличка црква Св. Терезије Авилске у Ковину
Римокатоличка црква Св. Терезије Авилске у Ковину, подигнута је 1830. године и представља непокретно културно добро као споменик културе.
Црква је сазидана на месту старије цркве подигнуте 1722. године, а срушене 1827. године, о чему сведочи бронзана плоча смештена у унутрашњости храма, на јужном зиду. 

## Архитектура цркве
Црква је једнобродна грађевина, основе уписаног крста са петостраном апсидом, уз чију је северну страну смештена сакристија са припратом, одакле се степеништем иде у хорски простор. Окренута је у правцу исток-запад. Над источним делом уздиже се високи звоник са сатом и две камене вазе на обе стране прочеља. Фасаде су оживљене плитким пиластрима, вишеструко профилисаним кровним венцем и полукружним прозорским отворима. Кровна конструкција је дрвена, покривена бибер црепом. 
Споменик културе је смештен у самом центру града, у главном градском парку, опасан је оградом од кованог гвожђа која је постављена на ниском зиду од цигле, тако да има све квалитетне амбијенталне целине. Својом складном архитектонском концепцијом он представља значајан пример католичког храма 19. века.